# Бири (Приморски Шарант)
Бири (фр. Burie) насеље је и општина у западној Француској у региону Поату-Шарант, у департману Приморски Шарант која припада префектури Сент.
По подацима из 2011. године у општини је живело 1275 становника, а густина насељености је износила 138,74 становника/km². Општина се простире на површини од 9,19 km². Налази се на средњој надморској висини од 61 метар (максималној 103 m, а минималној 19 m m).

## Демографија
| 1962. | 1968. | 1975. | 1982. | 1990. | 1999. | 2011. |
| ----- | ----- | ----- | ----- | ----- | ----- | ----- |
| 1.188 | 1.263 | 1.165 | 1.111 | 1.209 | 1.261 | 1.275 |

График промене броја становника у току последњих година